# Gummadiol
Gummadiol con fórmula química C20H18O8 es un lignano hemiacetal. e puede aislar del duramen de Gmelina arborea.